# Pecos River
Pecos River er en flod der løber  i New Mexico og Texas i USA. Den starter ved småbyen Pecos i New Mexico, og er 1.490 kilometer lang. Den løber gennem den østlige del af delstaten og videre ind i det vestlige Texas, før den munder ud i Rio Grande nær Del Rio. Floden afvander et areal på  omkring 115.000 km²
Pecos River er i New Mexico opdæmemet ved Avalon og McMillan. Dæmningerne blev bygget for at kunstvande omkring 10.000 ha, som en del av et projekt startet i 1906. I Texas er floden opdæmmet ved Red Bluff-dæmningen som danner Red Bluff-reservoiret. Den del af reservoiret som strækker sig ind i New Mexico udgør det laveste punkt i den delstaten. New Mexico og Texas havde tidligere en strid om vandrettighederne til floden, som blev afgjort af den føderale regering i 1949.
Pecos River spillede en stor rolle under spaniolernes udforskning af Texas.
I den sidste halvdel af 1800-tallet var «vest for Pecos»  en henvisning til det barske grænseland i Det vilde vesten.
Dele af floden blev 6. juni 1990 fredet som «National Wild and Scenic River».